# Ruta de Illinois 84
La Ruta de Illinois 84, y abreviada IL 84 (en inglés: Illinois Route 84) es una carretera estatal estadounidense ubicada en el estado de Illinois. La carretera inicia en el sur desde la US 6     en Colona hacia el norte en la WI 80     en Hazel Green. La carretera tiene una longitud de 151,2 km (93.93 mi).

## Mantenimiento
Al igual que las autopistas interestatales, y las rutas federales y el resto de carreteras estatales, la Ruta de Illinois 84 es administrada y mantenida por el Departamento de Transporte de Illinois por sus siglas en inglés IDOT.

## Cruces
La Ruta de Illinois 84 es atravesada principalmente por la  I 80     en Hampton
 US 30     en Fulton
 US 52  IL 64   en Savanna
 US 20     en Jo Daviess County.